# Cristóforo Chrisostome Carletti
Cristóforo Chrisostome Carletti (1 de abril de 1564 – 1634) foi um prelado católico romano que serviu como bispo auxiliar de Calahorra e La Calzada (1624–1634) e bispo de Termia (1622–1627).

## Biografia
Cristóforo Chrisostome Carletti nasceu a 1 de abril de 1564 em Capranica, Lácio, Itália e foi ordenado sacerdote na Ordem dos Frades Menores. No dia 23 de maio de 1622, foi nomeado bispo de Termia. A 29 de maio de 1622, foi consagrado bispo por Marco Antonio Gozzadini, cardeal-sacerdote de Sant'Eusebio, com Petrus Salinates, bispo de Sardica, e Benedikt Orsini, bispo de Lezhë, como co-consagradores. No dia 1624, foi nomeado Bispo Auxiliar de Calahorra e La Calzada. Em 1627 renunciou ao cargo de bispo de Termia e em 1634 renunciou ao cargo de bispo auxiliar de Calahorra e La Calzada.

## Sucessão episcopal
Enquanto bispo, foi co-consagrador de:
- Agustin de Hinojosa y Montalvo, (1630);
- Juan Barahona Zapata del Águila, (1632);
- Alfonso de Franco y Luna, (1632);
- Martín Carrillo Alderete, (1633);
- Bartolomé Santos de Risoba, (1634); e
- Antonio González Acevedo, (1634).